# アーバンスポーツ
アーバンスポーツ（英: urban sports）とは、BMX、スケートボード、パルクール、インラインスケート、ブレイクダンス、ダブルダッチなどといった、都市型スポーツをいう。

## 概要
「都市型」のスポーツとは、以下に挙げるような特徴をもってそのように分類されているものをいう。
- 広いスタジアムやアリーナのような大がかりな施設を必須としない[3]。
- 都会の街中の小スペースでも始められる[3]。
- 一人からでも勝手に始められ、勝手に辞められる自由度の高さがある[3]。
- 環境や指導者を自ら自由に選べる柔軟性がある[3]。
- スポーツクラブや日本の部活動からスタートする、「ピラミッド型」とも「体育会系」とも呼ばれる、そういった既存のスポーツ界の枠に当てはまらない[3]。
- 他のスポーツとの掛け持ちがしやすい[3]。
- 生涯スポーツとしてもやっていける[3]。
- プロへの道が開かれている[3]。

アーバンスポーツは「エクストリームスポーツのなかで都市で開催が可能なもの」と定義される。国際競技大会エクストリームスポーツ国際フェスティバル (FISE、フィセ) は1997年にフランス南部モンペリエで、エクストリームスポーツ好きな学生であったエヴァ・アンドレ＝ブノワが始めたが、そののちアーバン・スポーツの大会として確立している。国際競技大会「FISEワールド・シリーズ広島」は別名「アーバン・スポーツ・フェスティバル広島」である。

## 歴史

### 日本

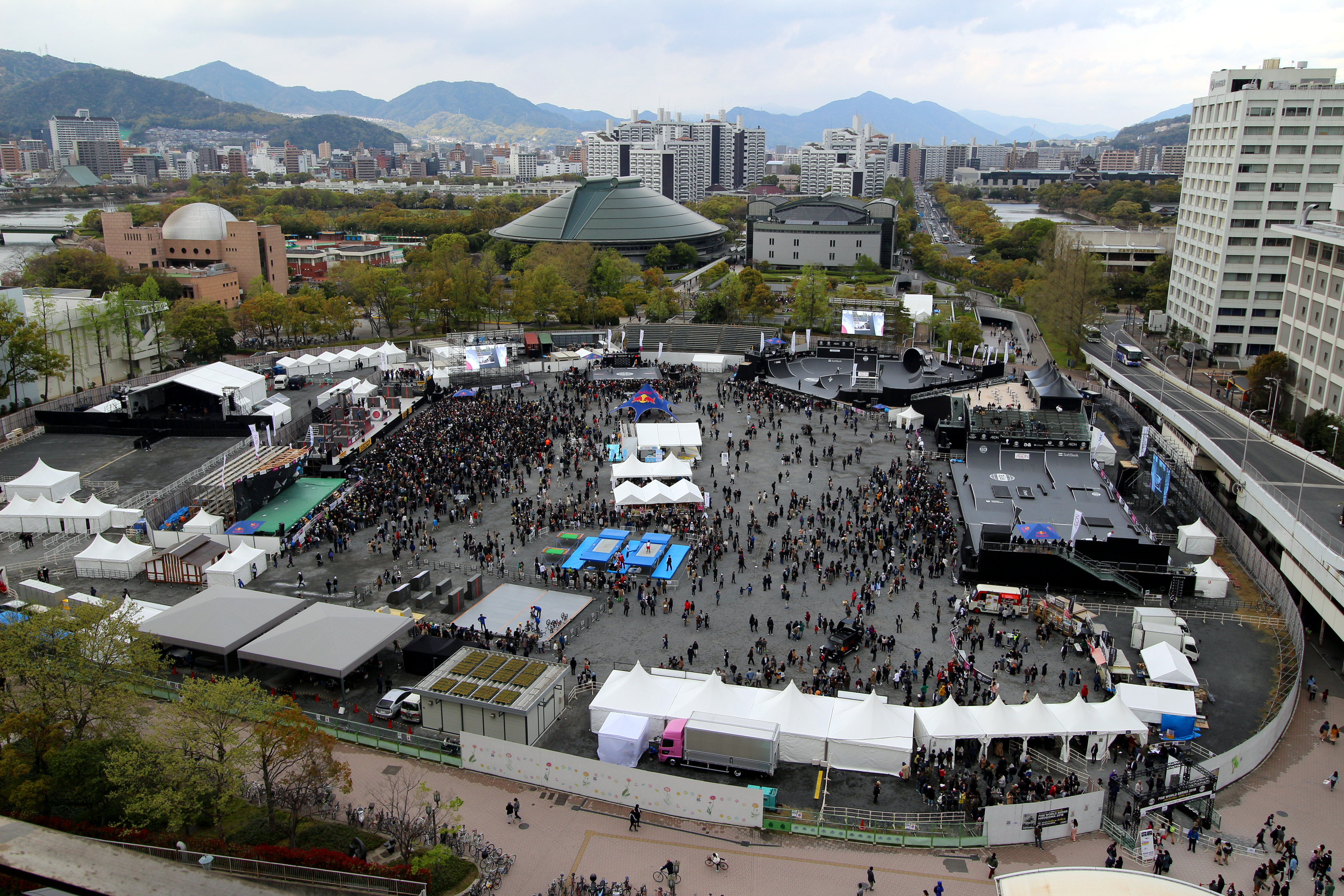
FISE Hiroshima 2018 のイベント会場

2018年1月16日、東京・渋谷のファッションビル「SHIBUYA109」前にて、一般社団法人日本アーバンスポーツ支援協議会 (JUSC) の設立が発表された。所在地は東京都渋谷区桜丘20-12（ル・カルティエ桜丘）。会長は渡邊守成、副会長には岡崎助一・小日向徹・太田雄貴が就任した。
また、2018年4月6日 - 8日にはエクストリームスポーツとアーバンスポーツの世界最高峰の競技会といわれる「エクストリームスポーツ国際フェスティバル」の広島大会 (FISE Hiroshima 2018) が広島市内で開催された。日本国内では「アーバンスポーツの祭典」と紹介されているが、実際は同大会における第一の部門「FISE World Series」がそれに当たる。「FISE」は2019年の4月19日 - 21日にも広島で開催されている。
2021年12月、エクストリームスポーツとアーバンスポーツの大会としては世界トップレベルの選手が集うXゲームが初めて日本国内で開催されることが発表され、2022年4月22日から3日間、千葉市のZOZOマリンスタジアムにて「X Games Chiba 2022」が行われた。2023年も同市にて行われる予定である。